# 1969年の中日ドラゴンズ
1969年の中日ドラゴンズでは、1969年の中日ドラゴンズの動向をまとめる。
この年の中日ドラゴンズは、水原茂監督の1年目のシーズンである。

## 概要
この年、1944年に監督を務めた三宅大輔が野球殿堂入りしている。星野仙一の入団年であり4月13日対広島戦で初登板・初先発、5月5日の対広島戦で初勝利を挙げた。チームは4月を最下位で終えたものの、6月には3位に上がり優勝の巨人に3.5ゲーム差と接近したが、その後は大きく引き離された。9月には10連勝して阪神や大洋とAクラスを争ったが、最後は両球団に引き離され優勝の巨人と14ゲーム差の4位で終えた。投手陣は星野が先発入りして小川健太郎・小野正一と三本柱を形成し、チーム防御率は阪神に次ぐ3.11と2位と健闘した一方で、1960年代の中日投手陣を支えた板東英二と権藤博が相次いで引退した（権藤は1973年に二軍投手コーチとして復帰）。打撃陣は木俣達彦がチームトップの33本塁打、2番の高木守道が24本塁打、江島巧が13本塁打と打線が打ちまくってチーム本塁打はリーグ2位の145本を放ったが、得点が巨人と136点差のリーグ3位に終わった。オフには板東と同期で2度の首位打者を獲得した江藤慎一がトレード要員にされ、江藤はいったん引退するが翌1970年にロッテへトレードされることになる。

## チーム成績

### レギュラーシーズン
| 1 | 中 | 中利夫     |
| 2 | 遊 | 一枝修平   |
| 3 | 一 | 千原陽三郎 |
| 4 | 左 | 江藤慎一   |
| 5 | 二 | 高木守道   |
| 6 | 捕 | 木俣達彦   |
| 7 | 右 | 江島巧     |
| 8 | 三 | 島谷金二   |
| 9 | 投 | 小川健太郎 |

| 順位 | 4月終了時 | 4月終了時 | 5月終了時 | 5月終了時 | 6月終了時 | 6月終了時 | 7月終了時 | 7月終了時 | 8月終了時 | 8月終了時 | 9月終了時 | 9月終了時 | 最終成績 | 最終成績 |
| ---- | --------- | --------- | --------- | --------- | --------- | --------- | --------- | --------- | --------- | --------- | --------- | --------- | -------- | -------- |
| 1位  | 広島      | ---       | 阪神      | ---       | 巨人      | ---       | 巨人      | ---       | 巨人      | ---       | 巨人      | ---       | 巨人     | ---      |
| 2位  | 阪神      | 1.0       | 巨人      | 1.0       | 阪神      | 3.0       | 阪神      | 4.5       | 阪神      | 4.0       | 阪神      | 9.0       | 阪神     | 6.5      |
| 3位  | 巨人      | 1.0       | 大洋      | 1.0       | 中日      | 3.5       | 中日      | 7.0       | 大洋      | 7.5       | 大洋      | 9.5       | 大洋     | 11.0     |
| 4位  | 大洋      | 1.5       | 広島      | 3.0       | 大洋      | 6.0       | 大洋      | 7.5       | アトムズ  | 8.0       | 中日      | 11.0      | 中日     | 14.0     |
| 5位  | アトムズ  | 1.5       | 中日      | 4.0       | 広島      | 7.5       | アトムズ  | 10.0      | 中日      | 12.5      | アトムズ  | 14.5      | アトムズ | 16.5     |
| 6位  | 中日      | 4.0       | アトムズ  | 6.0       | アトムズ  | 10.0      | 広島      | 10.0      | 広島      | 13.0      | 広島      | 18.0      | 広島     | 18.0     |

| 順位 | 球団             | 勝 | 敗 | 分 | 勝率 | 差   |
| 1位  | 読売ジャイアンツ | 73 | 51 | 6  | .589 | 優勝 |
| 2位  | 阪神タイガース   | 68 | 59 | 6  | .535 | 6.5  |
| 3位  | 大洋ホエールズ   | 61 | 61 | 7  | .500 | 11.0 |
| 4位  | 中日ドラゴンズ   | 59 | 65 | 6  | .476 | 14.0 |
| 5位  | アトムズ         | 58 | 69 | 3  | .457 | 16.5 |
| 6位  | 広島東洋カープ   | 56 | 70 | 4  | .444 | 18.0 |

## オールスターゲーム1969
- 選出選手

| ポジション | 名前       | 選出回数 |
| ---------- | ---------- | -------- |
| 投手       | 小川健太郎 | 4        |
| 投手       | 田中勉     | 3        |
| 投手       | 小野正一   | 6        |
| 投手       | 星野仙一▲  | 初       |
| 外野手     | 中利夫     | 5        |
| 外野手     | 江藤慎一   | 10       |

- 太字はファン投票による選出、取消線は出場辞退、▲は出場辞退選手発生による補充。

## できごと
- 12月4日 - 球団社長の小山武夫は江藤慎一に対しトレード要員とすることを通告[6]。
- 12月13日 - 権藤博の退団が決定。
- 12月15日
  - ドラフト会議で一位指名した早稲田大学の谷沢健一と契約を結び、入団発表を行った。
  - 球団が田中勉に対してトレード要員とすることを通告。
- 12月19日
  - 球団が田中勉に対し、「トレード先が見つからないため自由契約にする」と通告。
  - 田中勉は、週刊ポストが10月24日号に「田中勉も一役？」と田中も八百長に絡んだという記事に対して、名誉棄損罪で東京地検に告訴。
- 12月26日 - 江藤慎一が球団からのトレードを拒否し、名古屋市内の江藤慎一事務所にて任意引退同意書にサイン。セ・リーグは即日任意引退選手として公示[7]。

## 選手・スタッフ

### 一軍
| 背番号 | 名前   | 役職 | 備考 |
| ------ | ------ | ---- | ---- |
| 68     | 水原茂 | 監督 |      |

#### 投手
| 背番号 | 名前     | 投 | 打 | 備考              |
| ------ | -------- | -- | -- | ----------------- |
| 14     | 板東英二 | 右 | 右 |                   |
| 18     | 小野正一 | 右 | 右 |                   |
| 20     | 権藤博   | 右 | 右 |                   |
| 22     | 星野仙一 | 右 | 右 | 1968年ドラフト1位 |
| 34     | 大場隆広 | 右 | 右 |                   |
| 35     | 星野秀孝 | 右 | 右 |                   |
| 45     | 水谷則博 | 右 | 右 | 1968年ドラフト2位 |

#### 内野手
| 背番号 | 名前     | 投 | 打 | 備考              |
| ------ | -------- | -- | -- | ----------------- |
| 1      | 高木守道 | 右 | 右 |                   |
| 7      | 伊藤竜彦 | 右 | 右 |                   |
| 30     | 島谷金二 | 右 | 右 | 1968年ドラフト9位 |

#### 外野手
| 背番号 | 名前     | 投 | 打 | 備考              |
| ------ | -------- | -- | -- | ----------------- |
| 3      | 中暁生   | 右 | 右 |                   |
| 5      | 葛城隆雄 | 右 | 右 |                   |
| 40     | 大島康徳 | 右 | 右 | 1968年ドラフト3位 |

## 表彰選手
| リーグ・リーダー |
| ---------------- |
| 受賞者なし       |

| ベストナイン | ベストナイン | ベストナイン |
| 選手名       | ポジション   | 回数         |
| ------------ | ------------ | ------------ |
| 木俣達彦     | 捕手         | 初受賞       |

## ドラフト
| 順位 | 選手名   | ポジション | 所属             | 結果                 |
| ---- | -------- | ---------- | ---------------- | -------------------- |
| 1位  | 谷沢健一 | 外野手     | 早稲田大学       | 入団                 |
| 2位  | 渡部司   | 投手       | 石川島播磨重工業 | 入団                 |
| 3位  | 西田暢   | 内野手     | 熊谷組           | 入団                 |
| 4位  | 松本幸行 | 投手       | デュプロ印刷機   | 入団                 |
| 5位  | 山崎公晴 | 内野手     | 松商学園高       | 入団                 |
| 6位  | 大石正行 | 投手       | 横手高           | 拒否・電電東北入社   |
| 7位  | 金山仙吉 | 捕手       | 中京商業高       | 入団                 |
| 8位  | 渋谷幸春 | 投手       | 四国電力         | 入団                 |
| 9位  | 東貞美   | 投手       | 三国高           | 拒否・三菱名古屋入社 |
| 10位 | 小島健郎 | 投手       | 日本生命         | 拒否                 |
| 11位 | 福原豊治 | 外野手     | 大倉工業         | 拒否                 |

11人を指名し、7人が入団。この年の指名選手は、山崎公晴以外の6人が一軍を経験し、谷沢健一が翌年新人王、その後も首位打者等を獲得、松本幸行が最多勝のタイトルを獲得している。金山仙吉は、16年の現役生活を経てコーチとなった。
山崎公晴は松商学園高等学校で第51回全国高等学校野球選手権大会に出場した経験のある内野手であったが、7年間在籍したものの一軍に出場することなく引退した。

## ドラフト外
| 選手名     | ポジション | 所属           |
| ---------- | ---------- | -------------- |
| 坪井新三郎 | 内野手     | 富士製鐵名古屋 |

坪井新三郎は、ウエスタン・リーグで首位打者になり一軍出場も果たした。